# キャスリーン・ウィンザー
キャスリーン・ウィンザー （Kathleen Winsor、1919年10月16日 - 2003年5月26日）は、アメリカの著作家である。彼女は、1944年の最初の著書『永遠のアンバー』で知られている。この小説は、当時としては挑発的なものであり、その性的な描写について当局から非難されるまでになったが、ベストセラーとして独走した。彼女は、他に7作の小説を書いたが、デビュー作に匹敵する成功は収めることができなかった。

## 小説家になるまで
ウィンザーは、1919年10月16日、ミネソタ州オリビアに生まれたが、カリフォルニア州バークレーに移った。18歳のとき、ウィンザーは、彼女の人生の目標のリストを作成した。それらの中にはベストセラー小説を書く希望があった。ウィンザーは、1938年、カリフォルニア大学バークレー校を卒業した。在学時代、彼女は、アメリカンフットボール選手のロバート・ハーウイッグと学生結婚した。1937年、彼女は、オークランド・トリビューン紙に週3日のスポーツコラムを書き始めた。その仕事は1年間しか続かなかったが、ウィンザーは、同紙に受付係として残った。彼女は、同紙が人員整理を行った1938年に解雇された。

## キャリア

### 『永遠のアンバー』
ウィンザーは、彼女の夫を通じてイングランドの王政復古期に興味をもつようになった。夫ハーウイッグは、大学でチャールズ2世についての論文を書いており、ウィンザーは、彼の研究書の１冊を退屈せずに読んだ。
彼女の夫は、第2次世界大戦が勃発した際に軍隊に加わり、太平洋戦争を戦うアメリカ海軍の兵役に5年を費やした。
その時期、ウィンザーはイングランドの王政復古期を学び、この課題について356冊の本を読んだという。彼女は、自身の研究に基づいて小説を書き始めた。彼女の小説の第5版の草稿が、出版に向けて採択された。出版社は、すぐに当初の5分の1の厚さに本を編集した。結果として、小説『永遠のアンバー』は972ページの厚さになった。
この小説は、読者をイングランドの王政復古期の遊戯に導き、当時のファッション、政治、性および公的な災害についての鮮明なイメージを提供した。疫病やロンドン大火についても含まれている。
本書は1944年に出版され、その露骨な性的表現について非難された。
アメリカ合衆国の14州が、これをポルノとして禁止し、ヘイズ・コードもこれを非難したが、1か月以内にその映画化する版権が20世紀フォックスによって買い取られた。
監督オットー・プレミンジャー、主演女優リンダ・ダーネル、主演男優コーネル・ワイルドの映画作品が1947年に公開された。
『永遠のアンバー』は禁止されたものの、1940年代アメリカのベストセラー小説のひとつとなった。
これは、発売最初の週に10万部以上を売り上げ、最終的に300万部以上を売り上げた。

### その後のキャリア
小説の成功によってセレブリティとなったウィンザーは、彼女がハーウイッグと経験したような結婚生活に戻ることは考えられないと気づき、1946年、彼らは離婚した。10日後、彼女は、ビッグバンドのリーダーでありクラリネット奏者であるアーティ・ショウの6番目の妻となった。（ショウは2年前に、彼の当時の妻エヴァ・ガードナーが『永遠のアンバー』のような「くだらない小説」を読んでいたことを理由に叱っていたにもかかわらず 。）ショウとの結婚生活は、1948年に終わり、ウィンザーは、すぐに彼女の離婚の代理人であったアーノルド・クラコワと結婚した。この結婚も、1953年、離婚に終わった。1956年、ウィンザーは、連邦通信委員会の元代表者ポール・A・ポーターと4度目の結婚をした。彼らは、1975年にポーターが亡くなるまで結婚生活を続けた。
ウィンザーの次の商業的に成功した小説『Star Money』は1950年に出版され、それはベストセラー作家になった彼女自身の経験に密接に基づく肖像であった。しかし、以降、1986年までの5つの小説（『The Lovers』、『Calais』、『Robert and Arabella 』、『Jacintha』、『Wanderers Eastward, Wanderers West』）では、彼女は、あまりインパクトを与えることはできなかった。2000年、『永遠のアンバー』の新版が、バーバラ・T・ブラッドフォードによる序文を入れて出版された。ウィンザーは、2003年5月26日、ニューヨーク市において亡くなった。

## 作品
- 『永遠のアンバー』 - Forever Amber （1944年）- ボストンでは禁止、兵隊文庫
  - 佐藤亮一訳、三笠書房（1952年）
- Star Money （1950年）
- The Lovers （1952年）
- America, With Love （1954年）
- Wanderers Eastward, Wanderers West （1965年）
- Calais （1979年）
- Jacintha （1984年）
- Robert and Arabella （1986年）

## 注記
1. 1 2 3 4 5 6 7 8  Guttridge, Peter (May 29, 2003), “Obituary: Kathleen Winsor: Author of the racy bestseller 'Forever Amber'”, The Independent (London, England):  p. 20
2. 1 2 3  Rourke, Mary (June 3, 2003), “Novelist Kathleen Winsor; 'Forever Amber' was debut”, The Record (Bergen County, New Jersey):  p. L08
3. 1 2 3  Bernstein, Adam (June 1, 2003), “Kathleen Winsor, 83, 'Forever Amber' author”, The Seattle Times:  p. A29
4. 1 2 3 4  Pfrommer, Katherine (May 29, 2003), “'Forever Amber' author dies at 83”, Oakland Tribune (FindArticles) 2007年8月28日閲覧。
5. ↑  The Robe by Lloyd Douglas actually spent twice as long on the best seller list. The Robe had sold 3,724,391 copies by 1967 (source) and Forever Amber had sold 2,925,268 copies by 1977 (source) Another bestseller from the 1940s, A Tree Grows in Brooklyn, had sold 2,487,740 copies by 1975 (source).